# تزلج بالعجلات

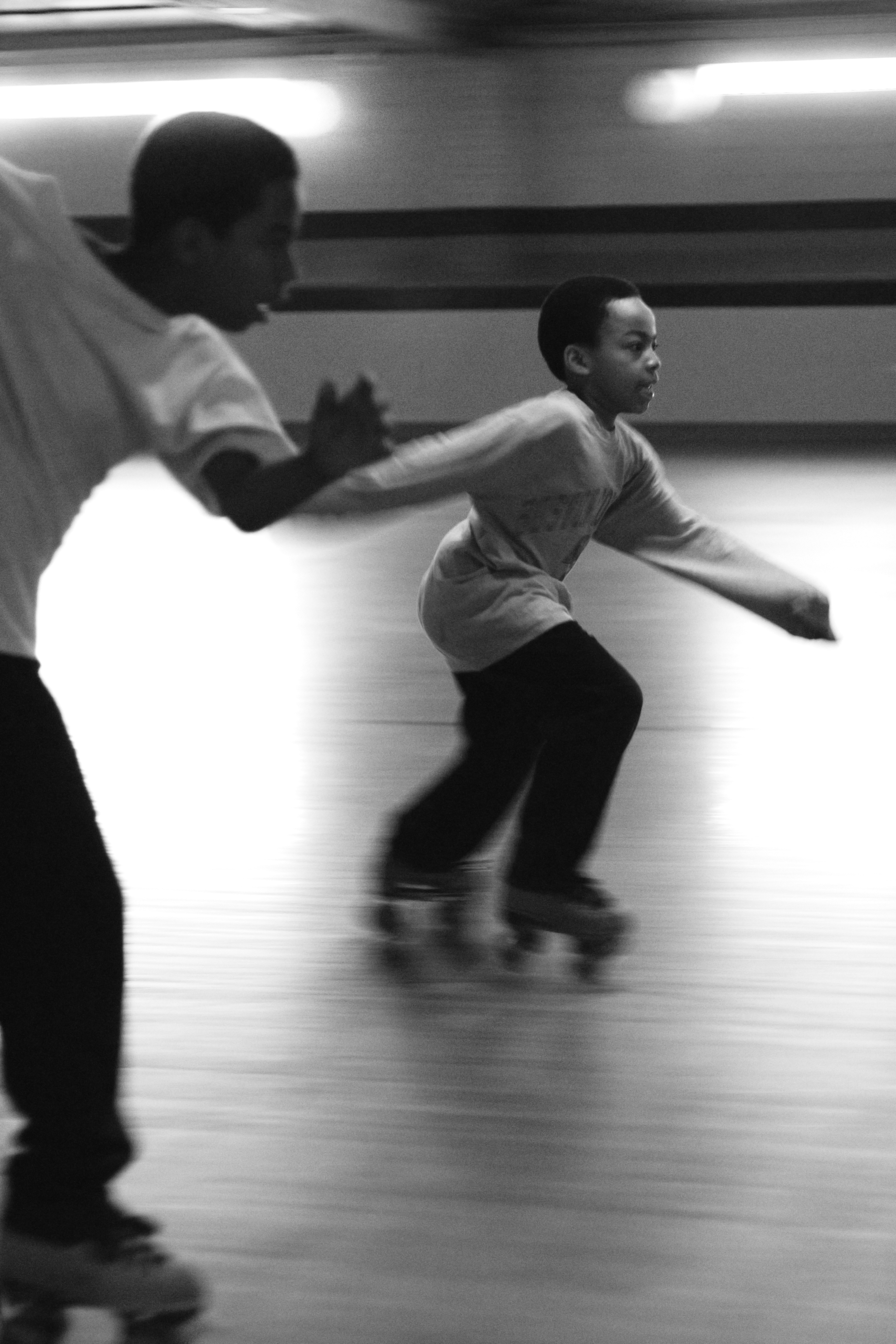
أشخاص يمارسون التزلج

تزلج بالعجلات هو السير على الأسطح الملساء باستخدام المزلجات المعجلة. ويمثل التزلج شكلاً من أشكال الترفيه فضلاً عن أنه رياضة، وقد يكون شكلاً من أشكال التنقل. وعادة ما تأتي الزلاجات على ثلاثة أصناف رئيسية: زلاجات دوارة رباعية أو زلاجات مدرجة أو ريش وزلاجات ثلاثية، ومع ذلك قد جرب البعض التزلج بعجلة واحدة أو أشكالاً أخرى على أساس تصميم الزلاجة. وتمثل في أمريكا الهواية الأكثر شعبية في سبعينيات القرن الماضي.